# Kanuslalom-Weltmeisterschaften 2005
Die Kanuslalom-Weltmeisterschaften 2005 fanden vom 30. September bis 3. Oktober 2005 in Penrith in Australien statt.

## Ergebnisse

### Einer-Kajak
Männer:
| Platz | Land | Sportler       |
| ----- | ---- | -------------- |
| 1     | GER  | Fabian Dörfler |
| 2     | FRA  | Fabien Lefèvre |
| 3     | SVK  | Peter Cibák    |

Frauen:
| Platz | Land | Sportlerin    |
| ----- | ---- | ------------- |
| 1     | SVK  | Elena Kaliská |
| 2     | GER  | Mandy Planert |
| 3     | FRA  | Peggy Dickens |

### Einer-Kajak-Mannschaft
Männer:
| Platz | Land | Sportler                                              |
| ----- | ---- | ----------------------------------------------------- |
| 1     | FRA  | Julien Billaut Benoît Peschier Fabien Lefèvre         |
| 2     | ITA  | Pierpaolo Ferrazzi Daniele Molmenti Matteo Pontarollo |
| 3     | SLO  | Peter Kauzer Dejan Kralj Andrej Nolimal               |

Frauen:
| Platz | Land | Sportlerinnen                                        |
| ----- | ---- | ---------------------------------------------------- |
| 1     | CZE  | Štěpánka Hilgertová Marcela Sadilová Irena Pavelková |
| 2     | GBR  | Kimberley Walsh Laura Blakeman Heather Corrie        |
| 3     | AUT  | Julia Schmid Corinna Kuhnle Violetta Oblinger-Peters |

### Einer-Canadier
Männer:
| Platz | Land | Sportler        |
| ----- | ---- | --------------- |
| 1     | AUS  | Robin Bell      |
| 2     | FRA  | Tony Estanguet  |
| 3     | SVK  | Michal Martikán |

### Einer-Canadier-Mannschaft
Männer:
| Platz | Land | Sportler                                        |
| ----- | ---- | ----------------------------------------------- |
| 1     | FRA  | Tony Estanguet Olivier Lalliet Pierre Labarelle |
| 2     | GER  | Nico Bettge Stefan Pfannmöller Jan Benzien      |
| 3     | CZE  | Tomáš Indruch Jan Mašek Stanislav Ježek         |

### Zweier-Canadier
Männer:
| Platz | Land | Sportler                        |
| ----- | ---- | ------------------------------- |
| 1     | GER  | Christian Bahmann/Michael Senft |
| 2     | SVK  | Milan Kubáň/Marián Olejník      |
| 3     | GER  | Marcus Becker/Stefan Henze      |

### Zweier-Canadier-Mannschaft
Männer:
| Platz | Land | Sportler                                                                                 |
| ----- | ---- | ---------------------------------------------------------------------------------------- |
| 1     | GER  | Marcus Becker/Stefan Henze Kay Simon/Robby Simon Christian Bahmann/Michael Senft         |
| 2     | CZE  | Jaroslav Volf/Ondřej Štěpánek Jaroslav Pospíšil/Jaroslav Pollert Marek Jiras/Tomáš Máder |
| 3     | FRA  | Remy Alonso/Victor Lamy Martin Braud/Cédric Forgit Yann Le Pennec/Philippe Quémerais     |

## Medaillenspiegel
| Platz  | Land                   | Gold | Silber | Bronze | Gesamt |
| ------ | ---------------------- | ---- | ------ | ------ | ------ |
| 1      | Deutschland            | 3    | 2      | 1      | 6      |
| 2      | Frankreich             | 2    | 2      | 2      | 6      |
| 3      | Slowakei               | 1    | 1      | 2      | 4      |
| 4      | Tschechien             | 1    | 1      | 1      | 3      |
| 5      | Australien             | 1    | —      | —      | 1      |
| 6      | Italien                | —    | 1      | —      | 1      |
| 6      | Vereinigtes Königreich | —    | 1      | —      | 1      |
| 8      | Slowenien              | —    | —      | 1      | 1      |
| 8      | Österreich             | —    | —      | 1      | 1      |
| Gesamt | Gesamt                 | 8    | 8      | 8      | 24     |